# Lista dos 100 melhores curtas-metragens brasileiros segundo a ABRACCINE
A lista dos 100 melhores curtas-metragens brasileiros reúne o resultado de uma inquirição realizada pela Associação Brasileira de Críticos de Cinema (ABRACCINE) com a participação dos principais críticos de cinema do Brasil. A lista foi publicada em um livro em edição de luxo chamado "Curta Brasileiro - 100 Filmes Essenciais". Seu lançamento ocorreu em dezembro de 2019.

## Lista
| Rank | Título                                                                | Ano  | Direção                               | Gênero                 |
| ---- | --------------------------------------------------------------------- | ---- | ------------------------------------- | ---------------------- |
| 1    | Ilha das Flores                                                       | 1989 | Jorge Furtado                         | Documentário           |
| 2    | Di-Glauber                                                            | 1977 | Glauber Rocha                         | Documentário           |
| 3    | Blá Blá Blá                                                           | 1968 | Andrea Tonacci                        | Drama                  |
| 4    | A Velha a Fiar                                                        | 1964 | Humberto Mauro                        | Comédia                |
| 5    | Couro de Gato                                                         | 1960 | Joaquim Pedro de Andrade              | Drama                  |
| 6    | Aruanda                                                               | 1960 | Linduarte Noronha                     | Documentário           |
| 7    | Superoutro                                                            | 1989 | Edgard Navarro                        | Comédia                |
| 8    | Maioria Absoluta                                                      | 1964 | Leon Hirszman                         | Documentário           |
| 9    | A Entrevista                                                          | 1966 | Helena Solberg                        | Documentário           |
| 10   | Arraial do Cabo                                                       | 1959 | Mário Carneiro e Paulo César Saraceni | Documentário           |
| 11   | Alma no Olho                                                          | 1973 | Zózimo Bulbul                         | Documentário           |
| 12   | Viramundo                                                             | 1965 | Geraldo Sarno                         | Documentário           |
| 13   | Vinil Verde                                                           | 2004 | Kleber Mendonça Filho                 | Terror                 |
| 14   | Documentário                                                          | 1966 | Rogério Sganzerla                     | Experimental           |
| 15   | Vereda Tropical                                                       | 1977 | Joaquim Pedro de Andrade              | Comédia                |
| 16   | Recife Frio                                                           | 2009 | Kleber Mendonça Filho                 | Comédia                |
| 17   | Nelson Cavaquinho                                                     | 1969 | Leon Hirszman                         | Documentário           |
| 18   | Zézero                                                                | 1974 | Ozualdo Candeias                      | Drama                  |
| 19   | Sangue Corsário                                                       | 1980 | Carlos Reichenbach                    | Documentário           |
| 20   | O Dia em que Dorival Encarou a Guarda                                 | 1986 | Jorge Furtado e José Pedro Goulart    | Drama                  |
| 21   | O Poeta do Castelo                                                    | 1959 | Joaquim Pedro de Andrade              | Documentário           |
| 22   | Brasília: Contradições de Uma Cidade Nova                             | 1967 | Joaquim Pedro de Andrade              | Documentário           |
| 23   | Maranhão 66                                                           | 1966 | Glauber Rocha                         | Documentário           |
| 24   | O Som, ou Tratado de Harmonia                                         | 1984 | Arthur Omar                           | Documentário           |
| 25   | Subterrâneos do Futebol                                               | 1964 | Maurice Capovilla                     | Documentário           |
| 26   | Mato Eles?                                                            | 1982 | Sérgio Bianchi                        | Documentário           |
| 27   | Guaxuma                                                               | 2018 | Nara Normande                         | Animação, drama        |
| 28   | Meow!                                                                 | 1981 | Marcos Magalhães                      | Animação, comédia      |
| 29   | Eletrodoméstica                                                       | 2005 | Kleber Mendonça Filho                 | Drama                  |
| 30   | O Rei do Cagaço                                                       | 1977 | Edgard Navarro                        | Experimental           |
| 31   | Fantasmas                                                             | 2010 | André Novais Oliveira                 | Drama                  |
| 32   | Socorro Nobre                                                         | 1995 | Walter Salles                         | Documentário           |
| 33   | À Meia-Noite com Glauber Rocha                                        | 1997 | Ivan Cardoso                          | Experimental           |
| 34   | Dias de Greve                                                         | 2009 | Adirley Queirós                       | Drama                  |
| 35   | A Pedra da Riqueza                                                    | 1975 | Vladimir Carvalho                     | Documentário           |
| 36   | Memória do Cangaço                                                    | 1965 | Paulo Gil Soares                      | Documentário           |
| 37   | O Duplo                                                               | 2012 | Juliana Rojas                         | Terror                 |
| 38   | Quintal                                                               | 2015 | André Novais Oliveira                 | Documentário           |
| 39   | Fala Brasília                                                         | 1966 | Nelson Pereira dos Santos             | Documentário           |
| 40   | O Porto de Santos                                                     | 1978 | Aloysio Raulino                       | Documentário           |
| 41   | Horror Palace Hotel                                                   | 1978 | Jairo Ferreira                        | Documentário           |
| 42   | Esta Rua Tão Augusta                                                  | 1968 | Carlos Reichenbach                    | Documentário           |
| 43   | Muro                                                                  | 2008 | Tião                                  | Drama                  |
| 44   | Manhã Cinzenta                                                        | 1968 | Olney São Paulo                       | Drama                  |
| 45   | O Tigre e a Gazela                                                    | 1976 | Aloysio Raulino                       | Documentário           |
| 46   | Cinema Inocente                                                       | 1980 | Júlio Bressane                        | Documentário           |
| 47   | ...A Rua Chamada Triumpho: 970/71                                     | 1971 | Ozualdo Candeias                      | Documentário           |
| 48   | Carro de Bois                                                         | 1974 | Humberto Mauro                        | Documentário           |
| 49   | Olho por Olho                                                         | 1966 | Andrea Tonacci                        | Drama                  |
| 50   | Praça Walt Disney                                                     | 2011 | Sergio Oliveira e Renata Pinheiro     | Comédia                |
| 51   | Chapeleiros                                                           | 1983 | Adrian Cooper                         | Documentário           |
| 52   | Juvenília                                                             | 1994 | Paulo Sacramento                      | Comédia                |
| 53   | Os Óculos do Vovô                                                     | 1913 | Francisco Santos                      | Comédia                |
| 54   | Dossiê Rê Bordosa                                                     | 2008 | Cesar Cabral                          | Animação, comédia      |
| 55   | Lampião: O Rei do Cangaço                                             | 1937 | Benjamin Abrahão Botto                | Documentário           |
| 56   | Animando                                                              | 1983 | Marcos Magalhães                      | Animação, documentário |
| 57   | Jardim Nova Bahia                                                     | 1971 | Aloysio Raulino                       | Documentário           |
| 58   | Partido Alto                                                          | 1982 | Leon Hirszman                         | Documentário           |
| 59   | Torre                                                                 | 2017 | Nádia Mangolini                       | Animação, documentário |
| 60   | Mauro, Humberto                                                       | 1975 | David Neves                           | Documentário           |
| 61   | Ver Ouvir                                                             | 1966 | Antonio Carlos da Fontoura            | Documentário           |
| 62   | Congo                                                                 | 1972 | Arthur Omar                           | Documentário           |
| 63   | Caramujo-Flor                                                         | 1988 | Joel Pizzini                          | Documentário           |
| 64   | Lacrimosa                                                             | 1970 | Luna Alkalay e Aloysio Raulino        | Documentário           |
| 65   | Palíndromo                                                            | 2001 | Philippe Barcinski                    | Drama                  |
| 66   | Um Sol Alaranjado                                                     | 2001 | Eduardo Valente                       | Drama                  |
| 67   | Cantos de Trabalho                                                    | 1955 | Humberto Mauro                        | Documentário           |
| 68   | O Guru e os Guris                                                     | 1972 | Jairo Ferreira                        | Documentário           |
| 69   | Nosferato no Brasil                                                   | 1971 | Ivan Cardoso                          | Comédia, terror        |
| 70   | Mulheres de Cinema                                                    | 1976 | Ana Maria Magalhães                   | Documentário           |
| 71   | KBELA                                                                 | 2015 | Yasmin Thayná                         | Experimental           |
| 72   | A Voz e o Vazio; A Vez de Vassourinha                                 | 1998 | Carlos Adriano                        | Documentário           |
| 73   | Libertários                                                           | 1976 | Lauro Escorel                         | Documentário           |
| 74   | Meu Compadre, Zé Ketti                                                | 2003 | Nelson Pereira dos Santos             | Documentário           |
| 75   | Seams                                                                 | 1993 | Karim Aïnouz                          | Documentário           |
| 76   | Céu Sobre Água                                                        | 1978 | José Agrippino de Paula               | Experimental           |
| 77   | Dov'è Meneghetti?                                                     | 1989 | Beto Brant                            | Comédia                |
| 78   | Teremos Infância                                                      | 1974 | Aloysio Raulino                       | Documentário           |
| 79   | Texas Hotel                                                           | 1999 | Cláudio Assis                         | Drama                  |
| 80   | Rituais e Festas Bororo                                               | 1916 | Major Thomaz Reis                     | Documentário           |
| 81   | Integração Racial                                                     | 1964 | Paulo César Saraceni                  | Documentário           |
| 82   | H.O.                                                                  | 1979 | Ivan Cardoso                          | Documentário           |
| 83   | Kyrie ou o Início do Caos                                             | 1998 | Debora Waldman                        | Terror                 |
| 84   | Pouco Mais de Um Mês                                                  | 2013 | André Novais Oliveira                 | Drama                  |
| 85   | Cartão Vermelho                                                       | 1994 | Laís Bodanzky                         | Drama                  |
| 86   | Um Dia na Rampa                                                       | 1960 | Luiz Paulino dos Santos               | Documentário           |
| 87   | Moreira da Silva                                                      | 1973 | Ivan Cardoso                          | Documentário           |
| 88   | Nada                                                                  | 2017 | Gabriel Martins                       | Drama                  |
| 89   | Nada Levarei Quando Morrer, Aqueles Que Me Devem, Cobrarei no Inferno | 1981 | Miguel Rio Branco                     | Documentário           |
| 90   | O Ataque das Araras                                                   | 1975 | Jairo Ferreira                        | Documentário           |
| 91   | Enigma de Um Dia                                                      | 1996 | Joel Pizzini                          | Drama                  |
| 92   | Amor!                                                                 | 1994 | José Roberto Torero                   | Drama                  |
| 93   | Menino da Calça Branca                                                | 1962 | Sérgio Ricardo                        | Drama                  |
| 94   | Estado Itinerante                                                     | 2016 | Ana Carolina Soares                   | Drama                  |
| 95   | Amor Só de Mãe                                                        | 2003 | Dennison Ramalho                      | Terror                 |
| 96   | Carolina                                                              | 2003 | Jeferson De                           | Drama                  |
| 97   | Contestação                                                           | 1969 | João Silvério Trevisan                | Documentário           |
| 98   | Guida                                                                 | 2014 | Rosana Urbes                          | Animação, drama        |
| 99   | Exemplo Regenerador                                                   | 1919 | José Medina                           | Drama                  |
| 100  | Frankenstein Punk                                                     | 1986 | Eliana Fonseca e Cao Hamburger        | Animação, comédia      |